# NGC 999
NGC 999 je galaksija u zviježđu Andromeda.

## Vanjske poveznice
- SEDS: NGC 999